# 莱讷河泳龙属
莱讷河泳龙（属名：Lagenanectes）是早白垩世薄板龙科蛇颈龙的一个属，化石发现于德国下萨克森。唯一种里氏莱讷河泳龙（Lagenanectes richterae）于2017年首次描述，被视为欧洲该地质时期保存最完好的蛇颈龙类化石之一。莱讷河泳龙是最早的薄板龙科之一。正模标本是一具不完整骨骼，包含颅骨的大部分、颈椎和尾椎及肋骨和部分四肢骨骼。估计该属长约8米（26英尺）。

## 发现与命名

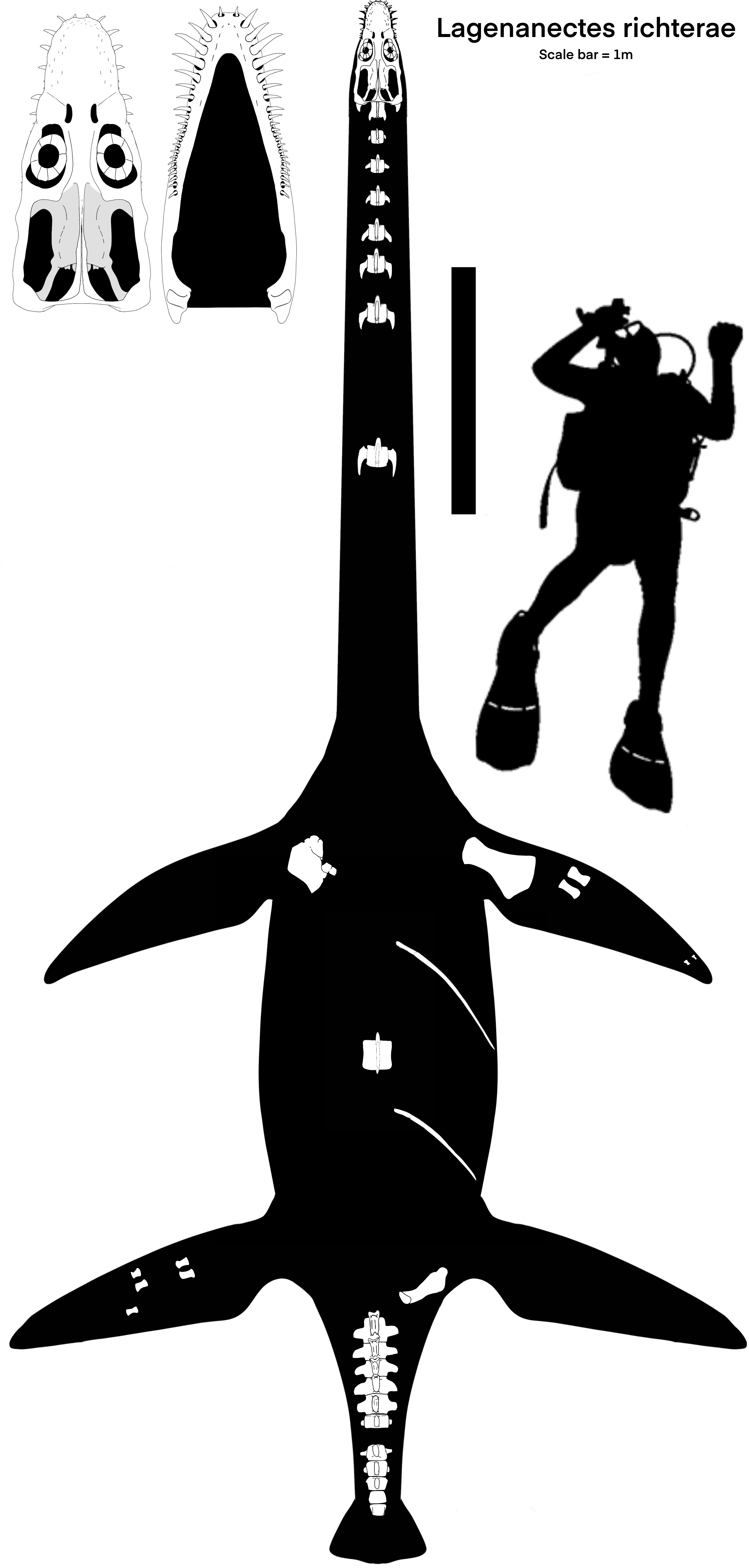
骨骼示意图

里氏莱讷河泳龙保存完好的正模标本（标本编号：BGR Ma 13328）由私人收藏家于1964年在萨尔施泰特附近废弃的穆尔伯格黏土坑（Moorberg clay pit）中发现。确切化石时期未知（可能为豪特里维阶早期至巴列姆阶早期，但最可能为豪特里维阶晚期）。化石后被交给汉诺威的地质学会，希肯伯格教授将其鉴定为薄板龙科遗骸。其后来又被转移至汉诺威的下萨克森州立博物馆，部分标本目前在这里展出。然而直到大约50年后的2017年，斯文·萨克斯（Sven Sachs）、雅恩·霍农（Jahn J. Hornung）和本杰明·基尔（Benjamin P. Kear）才对化石进行详细研究，并建立新单型属莱讷河泳龙（Lagenanectes）。
属名Lagenanectes意为“莱讷河的游泳者”，指流经萨尔施泰特的莱讷河及这种海生爬行动物的游泳习性。种名richterae致敬汉诺威下萨克森州立博物馆自然历史部总策展人安妮特·里希特（Annette Richter）以表彰其对下萨克森古生物学探索的贡献。

## 描述
从颅骨及椎骨和髓弓的骨化程度来看，里氏莱讷河泳龙正模标本是具完全成熟的个体。
里氏莱讷河泳龙下颌骨前部存在一些在蛇颈龙类中较为独特的解剖特征（自衍征）：牙槽位于侧面，下颌下侧有一具有明显凹痕的平台。颅骨生有圆形吻部，吻部上侧具有沟槽。这些沟槽可能容纳电感受器以定位猎物。颈椎呈方形，椎体关节面下侧无缺口，这也是其他薄板龙科所拥有的特征。

## 分类

示意图中展示了大部分归入里氏莱讷河泳龙的材料及作为种名词源的安妮特·里希特

萨克斯等人的研究证实里氏莱讷河泳龙是薄板龙科的早期成员。系统发育分析显示，莱讷河泳龙与来自豪特里维阶英国的未描述蛇颈龙类“斯皮顿黏土组蛇颈龙”（"Speeton Clay plesiosaur"）及来自阿普第阶哥伦比亚的卡拉瓦亚龙最为近缘。

## 病理学
里氏莱讷河泳龙正模标本枕骨及第一节颈椎显示出骨组织的病理变化，可能是由一次感染所造成。

## 图片
- 莱讷河泳龙颅骨俯视
- 莱讷河泳龙下颌骨侧视
- 莱讷河泳龙的牙齿
- 莱讷河泳龙颈椎侧视